# Джинтоли, Дэвид
Дэ́вид Кза́рра Джинто́ли (англ. David Czarra Giuntoli, род. 18 июня 1980, Милуоки, Висконсин) — американский актёр. Наиболее известен по роли детектива Ника Бёркхардта в телесериале «Гримм» канала NBC.

## Биография
Родился в Милуоки, штат Висконсин, в семье Мэри и Дэвида Джинтоли. Его отец имеет итальянское происхождение, а мать имеет польское и немецкое происхождение. Дэвид вырос в Сент-Луисе, штат Миссури, Хантли.
Окончил среднюю школу в Сент-Луисе в 1998 году и продолжил обучение в Индианском университете в Блумингтоне, а в 2004 году получил степень бакалавра в области международного бизнеса и финансов. В этом же году начинает заниматься с преподавателем актерского мастерства. В 2007 году он переехал в Лос-Анджелес, штат Калифорния, чтобы продолжить актёрскую карьеру. В настоящее время живёт и работает в Портленде, штат Орегон.

## Карьера
Джинтоли появился в нескольких телесериалах, включая «Детектив Раш», «Анатомия страсти», «Части тела», «Вероника Марс», «Говорящая с призраками», «Красотки в Кливленде». Играл главную роль в сериале «Гримм».

## Личная жизнь
В декабре 2014 года было сделано официальное заявление, что Джинтоли встречается с коллегой по телесериалу
«Гримм» Битси Таллок. В июле 2016 года он объявил, что они с Таллок обручились в апреле того же года. В июне 2017 года они поженились. 14 февраля 2019 года у супругов родилась дочь Вивиан.

## Фильмография
| Год       |    | Русское название                                  | Оригинальное название                     | Роль                               |
| --------- | -- | ------------------------------------------------- | ----------------------------------------- | ---------------------------------- |
| 2003      | с  | Алчные экстремалы: «Дорожные правила Тихий океан» | Road Rules: South Pacific                 | в роли самого себя                 |
| 2007      | с  | Говорящая с призраками                            | Ghost Whisperer                           | Рик                                |
| 2007      | с  | Вероника Марс                                     | Veronica Mars                             | игрок команды по софтболу          |
| 2008      | с  | Части тела                                        | Nip/Tuck                                  | Эван                               |
| 2008      | с  | Анатомия страсти                                  | Grey’s Anatomy                            | Тодд                               |
| 2008      | тф | Финишная черта                                    | Finish Line                               | Тёрнер                             |
| 2008      | с  | Избалованные                                      | Privileged                                | Джейкоб Кэссиди                    |
| 2008      | с  | Элай Стоун                                        | Eli Stone                                 | Скотт Колби                        |
| 2008      | с  | Отряд «Антитеррор»                                | The Unit                                  | майор Пол Гранд                    |
| 2008      | с  | Без следа                                         | Without a Trace                           | Сет                                |
| 2008      | с  | Детектив Раш                                      | Cold Case                                 | Дин Лондон ’60                     |
| 2009      | с  | Столкновение                                      | Crash                                     | Брэд                               |
| 2009      | ф  | Девушка из прогноза погоды                        | Weather Girl                              | Джеймс                             |
| 2010      | с  | В паутине закона                                  | The Deep End                              | Джейсон Карпентер                  |
| 2010      | тф |                                                   | Turn the Beat Around                      | Майкл                              |
| 2010      | с  | Красотки в Кливленде                              | Hot in Cleveland                          | Тайлер                             |
| 2010      | с  | Частная практика                                  | Private Practice                          | Дэниел                             |
| 2011      | с  | Любовь кусается                                   | Love Bites                                | Джордан                            |
| 2011      | ф  | Правило шести месяцев                             | 6 Month Rule                              | Джаред                             |
| 2011—2017 | с  | Гримм                                             | Grimm                                     | Ник Бёркхардт                      |
| 2012      | ф  | Кэролайн и Джеки                                  | Caroline and Jackie                       | Райан                              |
| 2013      | с  | Ки и Пил                                          | Key & Peele                               | Мак                                |
| 2016      | ф  | 13 часов: Тайные солдаты Бенгази                  | 13 Hours: The Secret Soldiers of Benghazi | Скотт Викланд                      |
| 2016      | ф  | Я, мой кореш и медовый месяц                      | Buddymoon                                 | Дэвид                              |
| 2018—2023 | с  | Миллион мелочей                                   | A Million Little Things                   | Эдди Савиль                        |
| 2021      | мф | Бэтмен: Душа дракона                              | Batman: Soul of the Dragon                | Бэтмен / Брюс Уэйн                 |
| 2023      | мф |                                                   | Batman: The Doom That Came to Gotham      | Бэтмен / Брюс Уэйн                 |
| 2024      | с  | Супермен и Лоис                                   | Superman & Lois                           | Джонатан Кент (в титрах не указан) |